# Nomansland (Danceprojekt)
Nomansland war ein niederländisches Dance-Musik-Projekt, das 1996 mit 7 Seconds einen europaweiten Top Hit hatte. Auch der darauffolgende Titel Fantasy konnte sich 1997 in den unteren Bereichen der österreichischen Charts platzieren.

## Geschichte
Die Band bestand aus der Sängerin Jojanneke van der Veer (* 15. Oktober 1975) und den beiden Produzenten Alexander Strasser-Hain und Sven Kirschner. Beide wechselten während des Bestehens des Projektes mehrmals ihre Pseudonyme. Unter anderem arbeiteten sie auch gemeinsam mit Eddie Gibson und Kevin Estevez, weshalb der Gruppe in einigen Quellen auch diese Namen als Mitglieder zugeordnet werden.
Die Gruppe konnte mit dem Stück 7 Seconds einen europaweiten Erfolg verbuchen (auf dem Stück wurden ähnliche Samples wie auf dem zuvor erschienenen Titel Seven Days and One Week von der Gruppe B.B.E. verwendet. Allerdings legte man hier die Gesangsspur von Jojanneke van der Veer darüber). Zunächst war das Stück in den Diskotheken auf Ibiza beliebt und entwickelte sich dort zum Clubhit. Im Herbst 1996 stieg die Single daraufhin in die europäischen Charts ein. Auch die Nachfolgesingle Fantasy war 1997 in den Discotheken ein beachtlicher Erfolg und konnte sich in den österreichischen Charts platzieren. Ferner wurden zu beiden Hitsingles ein Promotion-Video und Extended-Remixe veröffentlicht. Danach folgte jedoch keine weitere Veröffentlichung mehr mit Jojanneke van der Veer als Sängerin.
Spätere Versuche mit neuer gesanglicher Besetzung konnten den Erfolg nicht wiederholen. Die Single Greensleeves (Strassner und Kirschner diesmal unter dem Pseudonym Alex Trime und Sven „Delgado“ Jordan) schaffte es nicht in die deutschen Charts.
Jojanneke van der Veer beteiligte sich danach noch an anderen musikalischen Projekten. Seit 1998 ist sie mit ihrem musikalischen Soloprojekt Wannabeastar aktiv, das eher dem Rock-Gerne zuzuordnen ist und das sie bis heute betreibt. Neben ihrer musikalischen Karriere arbeitete sie auch im Bereich des Journalismus und als Modedesignerin. Alexander Strasser und Sven Kirschner blieben ebenfalls weiterhin im Musikgeschäft aktiv, widmeten sich jedoch daraufhin anderen Projekten oder produzierten für andere Künstler (u. a. für DJ BoBo und Thomas Anders).
Im Jahr 2005 arbeitete das norddeutsche Produzentenduo Fait Albrecht und Marcel Möllnitz für kurze Zeit mit einem ähnlichen Konzept unter demselben Namen. Ebenfalls mit weiblicher Gesangsstimme wurden die beiden Singles Voice From Down und Soul Out There veröffentlicht, die ebenfalls dem Dance-Trance-Gerne zuzuordnen sind, jedoch keine Charterfolge verbuchen konnten. Danach wandten sie wieder ihrem ursprünglichen Projektnamen Clubbticket zu.

## Diskografie

### Singles
- 1996: 7 Seconds[19]
- 1996: 7 Seconds (The Hitmixes) [Maxi]
- 1997: Fantasy[20]
- 1997: Fantasy (Remixes) [Maxi]
- 2000: Greensleeves[8]

## Musikvideos
- 1996: 7 Seconds (Regie: „Columbo“)[21]
- 1997: Fantasy[22]